# Dacrymyces australis
Dacrymyces australis är en svampart som beskrevs av Lloyd 1920. Dacrymyces australis ingår i släktet Dacrymyces och familjen Dacrymycetaceae.   Inga underarter finns listade i Catalogue of Life.